# Enrique Santos Discépolo
Enrique Santos Discépolo (Discepolín) (n. 27 martie 1901, Buenos Aires, Argentina – d. 23 decembrie 1951, Buenos Aires, Argentina) a fost un compozitor argentinian de tango și milonga, autor al unor tangouri interpretate de câțiva dintre cei mai importanți cântăreți ai vremii sale, printre care și Carlos Gardel. A fost, de asemenea, regizor, actor și scenarist.